# Nacerdes barbara
Nacerdes barbara is een keversoort uit de familie schijnboktorren (Oedemeridae). De wetenschappelijke naam van de soort is voor het eerst geldig gepubliceerd in 1918 door Peyerimhoff.